# Nikos Ikonomopoulos (sångare)
Nikos Ikonomopoulos (grekiska: Νίκος Οικονομόπουλος), född 1984, är en grekisk modern laika-sångare från Patra (Πάτρα). Bland hans mest kända låtar är Matia mou, Ola Gia Sena,  Den Eisai Entaksi och Kita Na Mathenis, alla med på hans debutalbum "Proti Agapi" (Προτη Αγαπη, Prwth Agaph, Sony BMG, 15 november 2007). Han vann andra säsongen av talangjakten "Dreamshow" i Grekland (likt svenska Idol). I finalen sjöng han Rwtisa ta matia mou av Pashalis Terzis. Oikonomopoulos har sedan dess uppträtt live bland annat i Xanthi och Kavala och på TV-kanalen Mega Channels dagliga TV-morgonprogram Omorfos Kosmos to Proi.
Från nio års ålder växte Nikos upp hos sin mormor, eftersom hans mor hade övergivit honom. När modern sedan såg honom på TV ringde hon dit och pratade med honom, varefter de återförenades. Nikos har sagt att en del av pengarna han kommer att tjäna på sin musik kommer att gå till de föräldralösa i Grekland.

## Diskografi
- Πρώτη αγάπη (Proti agapi) (2007)
- Άκουσα (Akousa) (2008)
- Κατάθεση ψυχής (Katethesi psihis) (2009)
- Δώρο για σένα (Doro gia sena) (2010)
- Θα είμαι εδώ (Tha ime edo) (2011)
- Εννοείται (Enoite) (2012)
- Ειλικρινά (Ilikrina) (2013)
- Για χίλιους λόγους (Gia hilious logous) (2014)
- Ένα  μικρόφωνο κι εγώ (Ena mikrofono ki ego) (2015)